# Rezerwat przyrody Krokusy w Górzyńcu
Krokusy w Górzyńcu (niem. Moltkefels) – florystyczny rezerwat przyrody położony w Górach Izerskich na północnym zboczu Grzbietu Wysokiego, na wysokości ok. 630–640 m n.p.m., powyżej Górzyńca. Przedmiotem ochrony są jedyne w polskich Sudetach i na Śląsku stanowiska szafranu spiskiego (nazywanego potocznie krokusem), a także stanowiska rzadkich roślin grądowych. Powierzchnia rezerwatu wynosi 3,90 ha, utworzono go w 1962 roku.